# Taylor York
Pour les articles homonymes, voir York.
Taylor York est un musicien américain, il joue principalement de la guitare rythmique et de la guitare électrique simple. Il est connu pour être officiellement membre du groupe pop punk Paramore depuis 2009.

## Biographie
De son véritable nom Taylor Benjamin York, Taylor York est né à Nashville dans le Tennessee le 17 décembre 1989. C'est son père, musicien professionnel qui lui apprend à jouer de la guitare ainsi qu'à son frère, Justin York.
En septembre 2022, lors d'une interview avec The Guardian, Taylor York et Hayley Williams ont confirmé leur relation.

## Paramore
Il fut officialisé comme membre du groupe Paramore en 2009. Il joue habituellement de la guitare rythmique pour son groupe, mais il peut lui arriver également d'utiliser pour celui-ci des instruments comme le xylophone, la batterie, le clavier.
En 2007, lors du départ d'Hunter Lamb (devant se marier), successeur de Jason Bynum, il intègre non officiellement le groupe en tant que guitariste rythmique. Mais il devait déjà être auparavant en relation avec celui-ci, vu qu'il offrit sa contribution à la composition de la chanson Conspiracy de Paramore se trouvant sur leur 1er album, All We Know Is Falling sorti en 2005
Il a participé à l'écriture des deux albums suivants : Riot! (Born For This et That's What You Get) et Brand New Eyes (Playing God (chanson), Feeling Sorry, Misguided Ghosts et All I Wanted), ainsi qu'aux albums live Live in the UK 2008 et The Final Riot! ainsi que la chanson Decode pour la bande originale de Twilight.
Il a ensuite co-écrit des chansons de leurs dernier album éponyme "Paramore", avec Hayley Williams.

## Influences
Il a été influencé par des groupes comme : mewithoutYou, Radiohead, Jimmy Eat World, Yann Tiersen, At the Drive-In, Björk, Kadawatha et Paper Route.